# Tukums
Tukums (dawniej niem. Tuckum, pol. Tukum) – miasto w północno-zachodniej części Łotwy, na Wysoczyźnie Kurlandzkiej, na północ od drogi łączącej Rygę i Windawę, siedziba administracyjna novadsu Tukums. W 2016 roku liczyło 18 334 mieszkańców.
Miasto charakteryzuje się w większości niską, drewnianą zabudową pochodzącą z pierwszej połowy XX wieku.
W mieście rozwinął się przemysł spożywczy, elektromaszynowy oraz meblarski.
Najstarszą częścią jest dzisiejsza ulica Talsi, która powstała nad rzeką, gdzie znajdował się kopiec zamkowy z drewnianym zamkiem. Od 1253 Tukum był rządzony przez Zakon Kawalerów Mieczowych.
Pod koniec XIII wieku na brzegu rzeki Slocene zbudowano murowany zamek. Zamek otaczała osada niemieckich kupców i rzemieślników. Po rozpadzie Zakonu Kawalerów Mieczowych powstało nowe państwo, Księstwo Kurlandii i Semigalii.
Podczas II wojny światowej pod Tukum jesienią 1944 r. toczyły się ciężkie walki, kiedy jednostki Wehrmachtu walczyły o uwolnienie połączeń z Grupą Armii Północ na wschodzie.

## Miasta partnerskie
- Andrychów
- Płungiany